# Botoks (film)
Botoks – polski film fabularny wyprodukowany w 2017 roku, którego reżyserem, scenarzystą i producentem jest Patryk Vega. Zdjęcia do filmu powstały w Kenii, Kopenhadze, Paryżu i Warszawie. Równolegle z filmem powstał sześcioodcinkowy serial telewizyjny Botoks, produkowany dla platformy Showmax.
W 2018 roku film został uznany przez członków Popkulturowej Akademii Wszystkiego za „najgorszy film 2017 roku”, zdobywając 9 Węży spośród 13 kategorii i ustanawiając tym samym nowy rekord w zdobyciu tychże anty-nagród.

## Fabuła
Film przedstawia losy czterech kobiet pracujących w służbie zdrowia: ratowniczki medycznej Danieli (Olga Bołądź), lekarki SOR-u doktor Beaty Winkler                  (Agnieszka Dygant), ginekolog, specjalistki od aborcji Magdy (Katarzyna Warnke) i będącej chirurgiem doktor Patrycji Banach (Marieta Żukowska).

## Obsada
- Olga Bołądź – Daniela Winiarek
- Agnieszka Dygant – doktor Beata Winkler
- Marieta Żukowska – doktor Patrycja Banach
- Katarzyna Warnke – Magdalena
- Janusz Chabior – ordynator oddziału
- Piotr Stramowski – Michał
- Tomasz Oświeciński – Dariusz Winiarek, brat Danieli
- Sebastian Fabijański – Marek Brzyski
- Rafał Gerlach – Jerzy Banach, mąż Patrycji
- Karolina Kalina – Majka
- Grażyna Szapołowska – Walentyna, szefowa koncernu farmaceutycznego
- Wojciech Machnicki – dyrektor szpitala
- Michał Kula – lekarz
- Jan Fabiańczyk – policjant
- Katarzyna Czapla – kobieta dokonująca aborcji płodu z zespołem Downa
- Marek Krupski – mąż kobiety dokunującej aborcji płodu z zespołem Downa
- Krzysztof Gojdź – mąż Elizy

i inni

## Kontrowersje
Film, ze względu na poruszaną tematykę i sposób przedstawienia służby zdrowia, wywołał liczne kontrowersje. Otrzymał wiele negatywnych recenzji i opinii zarzucających mu m.in. przerysowanie, drastyczność, ordynarność i sztuczność. Pojawiły się też głosy chwalące film za jego oczyszczający i autorski charakter. Kornel Nocoń (35mm.pl) okrzyknął Botoks jako „chorobę weneryczną polskiej kinematografii”.
W serwisie Mediakrytyk.pl filmowi przyznano ocenę w postaci 2,8/10 (w oparciu o czterdzieści sześć recenzji; stan na grudzień 2018). Botoks zajął szóste miejsce na liście najgorszych produkcji 2017 roku.